# Sportgemeinschaft Essen-Schönebeck 19/68 2015-2016
Questa voce raccoglie le informazioni riguardanti lo Sportgemeinschaft Essen-Schönebeck 19/68 nelle competizioni ufficiali della stagione 2015-2016.

## Maglie e sponsor
|  | Casa | Trasferta |

## Rosa
Rosa, ruoli e numeri di maglia come da sito Federcalcio tedesca (DFB).
| N. |                     | Ruolo | Calciatrice       |
| -- | ------------------- | ----- | ----------------- |
| 1  | Germania (bandiera) | P     | Lisa Weiß         |
| 3  | Germania (bandiera) | C     | Franziska Wenzel  |
| 4  | Germania (bandiera) | C     | Jana Feldkamp     |
| 5  | Germania (bandiera) | D     | Isabel Hochstein  |
| 6  | Germania (bandiera) | D     | Vanessa Martini   |
| 7  | Germania (bandiera) | D     | Sarah Freutel     |
| 9  | Germania (bandiera) | A     | Kirsten Nesse     |
| 10 | Germania (bandiera) | C     | Linda Dallmann    |
| 11 | Germania (bandiera) | C     | Irini Ioannidou   |
| 12 | Germania (bandiera) | P     | Jil Strüngmann    |
| 13 | Germania (bandiera) | A     | Charline Hartmann |

| N. |                     | Ruolo | Calciatrice       |
| -- | ------------------- | ----- | ----------------- |
| 14 | Giappone (bandiera) | C     | Kozue Andō        |
| 15 | Germania (bandiera) | C     | Janina Meißner    |
| 16 | Germania (bandiera) | C     | Jacqueline Klasen |
| 17 | Germania (bandiera) | A     | Margarita Gidion  |
| 18 | Germania (bandiera) | D     | Lena Ostermeier   |
| 21 | Germania (bandiera) | C     | Ina Lehmann       |
| 22 | Germania (bandiera) | D     | Nina Brüggemann   |
| 23 | Germania (bandiera) | C     | Sara Doorsoun     |
| 24 | Germania (bandiera) | A     | Lea Schüller      |
| 25 | Germania (bandiera) | D     | Henrike Sahlmann  |
| 26 | Germania (bandiera) | P     | Lena Pauels       |

## Calciomercato

### Sessione estiva
| Acquisti | Acquisti        | Acquisti           | Acquisti   |
| R.       | Nome            | da                 | Modalità   |
| -------- | --------------- | ------------------ | ---------- |
| D        | Nina Brüggemann | Cloppenburg        | definitivo |
| C        | Kozue Andō      | 1. FFC Francoforte | definitivo |
| A        | Kirsten Nesse   | Herforder          | definitivo |

| Cessioni | Cessioni            | Cessioni                                               | Cessioni                       |
| R.       | Nome                | a                                                      | Modalità                       |
| -------- | ------------------- | ------------------------------------------------------ | ------------------------------ |
| P        | Kari Närdemann      | Template:Calcio femminile Tennessee Tech Golden Eagles | definitivo                     |
| D        | Sabrina Dörpinghaus | SGS Essen II                                           | aggregata alla squadra riserve |
| D        | Dominique Janssen   | Arsenal                                                | definitivo                     |
| A        | Caroline Hamann     | SGS Essen II                                           | aggregata alla squadra riserve |
| A        | Isabelle Wolf       | Gütersloh                                              | definitivo                     |

## Risultati

### Frauen-Bundesliga

#### Girone di andata
| Arbitro: | Baitinger (Friesenheim) |

|                        |           |  |
| Ōgimi 76’ Linden 90+2’ | Marcatori |  |

| Arbitro: | Kunkel (Amburgo) |

|              |           |  |
| Hartmann 65’ | Marcatori |  |

| Arbitro: | Söder (Ingolstadt) |

|                                           |           |                                                       |
| Schwab 52’, 11’ R. Knaak 31’ T. Knaak 33’ | Marcatori | 3’, 40’ Gidion 61’ Klasen 69’ Schüller 90+1’ Hartmann |

| Arbitro: | Wacker (Lehrensteinsfeld) |

|                                            |           |  |
| Schüller 6’ Hartmann 23’, 53’ Doorsoun 36’ | Marcatori |  |

| Arbitro: | Westerhoff (Bochum) |

|            |           |               |
| Gidion 56’ | Marcatori | 9’, 45’ Billa |

| Potsdam 18 ottobre 2015, ore 14:00 CEST 6ª giornata | Turbine Potsdam  | 0 – 0 referto | SGS Essen | Karl-Liebknecht-Stadion (1 822 spett.)\| Arbitro: \| Kunkel (Amburgo) \| |
| Arbitro:                                            | Kunkel (Amburgo) |               |           |                                                                          |

| Arbitro: | Lohmeyer (Holtland) |

|                                    |           |                            |
| Dallmann 10’ Schüller 34’ Gier 90’ | Marcatori | 20’ Gerhardt 50’ Zielinski |

| Arbitro: | Derlin (Bad Schwartau) |

|                                                            |           |  |
| Bachmann 18’ Graham Hansen 45’ Bernauer 65’ Dickenmann 76’ | Marcatori |  |

| Arbitro: | Wozniak (Herne) |

|                                  |           |  |
| Hartmann 32’, 36’ Brüggemann 52’ | Marcatori |  |

| Arbitro: | Hussein (Bad Harzburg) |

|                     |           |                |
| Abbé 5’ Däbritz 88’ | Marcatori | 48’ Brüggemann |

| Arbitro: | Derlin (Bad Schwartau) |

|  |           |                                  |
|  | Marcatori | 45’ Kayikçi 67’ Gwinn 75’ Starke |

#### Girone di ritorno
| Arbitro: | Stolz (Pritzwalk) |

|                                       |           |                   |
| Schüller 21’ Hartmann 26’, 76’ (rig.) | Marcatori | 12’, 33’ Islacker |

| Arbitro: | Appelmann (Alzey) |

|                                           |           |              |
| Burger 14’, 45’ Damnjanović 78’ Meyer 89’ | Marcatori | 36’ Schüller |

| Arbitro: | Illing (Limbach-Oberfrohna) |

|  |           |            |
|  | Marcatori | 38’ Gasper |

| Arbitro: | Rafalski (Baunatal) |

|             |           |                                               |
| Voňková 89’ | Marcatori | 4’ Hochstein 15’, 63’ Doorsoun 72’ Brüggemann |

| Arbitro: | Kunkel (Amburgo) |

|                                                    |           |  |
| Schneider 9’ Billa 28’ Betz 87’ Moser 90+2’ (rig.) | Marcatori |  |

| Arbitro: | Rafalski (Baunatal) |

|             |           |              |
| Schüller 3’ | Marcatori | 70’ Hanebeck |

| Arbitro: | Müller-Schmäh (Potsdam) |

|  |           |                                              |
|  | Marcatori | 35’ (aut.) Schrum 63’ Feldkamp 88’ Ioannidou |

| Arbitro: | Heimann (Gladbeck) |

|             |           |                                       |
| Nesse 90+2’ | Marcatori | 35’ Bachmann 66’ Kerschowski 83’ Popp |

| Arbitro: | Appelmann (Alzey) |

|  |           |                                                          |
|  | Marcatori | 24’, 56’ Andō 53’ Hartmann 67’, 71’ Schüller 73’ Lehmann |

| Arbitro: | Baitinger (Friesenheim) |

|  |           |             |
|  | Marcatori | 56’ Miedema |

| Arbitro: | Diekmann (Dortmund) |

|               |           |                   |
| Hegenauer 17’ | Marcatori | 59’, 72’ Hartmann |

### DFB-Pokal der Frauen
| Arbitro: | Westerhoff (Bochum) |

|  |           |                                                                                       |
|  | Marcatori | 11’, 26’, 78’, 87’ Hartmann 15’ Schüller 29’, 49’ Doorsoun 84’ Brüggemann 89’ Freutel |

| Arbitro: | Muller-Schmah (Potsdam) |

|                    |           |          |
| Popp 22’ Pajor 85’ | Marcatori | 83’ Andō |

## Statistiche

### Statistiche di squadra
| Competizione         | Punti | In casa | In casa | In casa | In casa | In casa | In casa | In trasferta | In trasferta | In trasferta | In trasferta | In trasferta | In trasferta | Totale | Totale | Totale | Totale | Totale | Totale | DR  |
| Competizione         | Punti | G       | V       | N       | P       | Gf      | Gs      | G            | V            | N            | P            | Gf           | Gs           | G      | V      | N      | P      | Gf     | Gs     | DR  |
| -------------------- | ----- | ------- | ------- | ------- | ------- | ------- | ------- | ------------ | ------------ | ------------ | ------------ | ------------ | ------------ | ------ | ------ | ------ | ------ | ------ | ------ | --- |
| Frauen-Bundesliga    | 32    | 11      | 5       | 1       | 5       | 17      | 15      | 11           | 5            | 1            | 5            | 22           | 22           | 22     | 10     | 2      | 10     | 39     | 37     | +2  |
| DFB-Pokal der Frauen | -     | -       | -       | -       | -       | -       | -       | 2            | 1            | 0            | 1            | 10           | 2            | 2      | 1      | 0      | 1      | 10     | 2      | +8  |
| Totale               | -     | 11      | 5       | 1       | 5       | 17      | 15      | 13           | 6            | 1            | 6            | 32           | 24           | 24     | 11     | 2      | 11     | 49     | 39     | +10 |

### Andamento in campionato
| Giornata  | 1 | 2 | 3 | 4 | 5 | 6 | 7 | 8 | 9 | 10 | 11 | 12 | 13 | 14 | 15 | 16 | 17 | 18 | 19 | 20 | 21 | 22 |
| --------- | - | - | - | - | - | - | - | - | - | -- | -- | -- | -- | -- | -- | -- | -- | -- | -- | -- | -- | -- |
| Luogo     | T | C | T | C | C | T | C | T | C | T  | C  | C  | T  | C  | T  | T  | C  | T  | C  | T  | C  | T  |
| Risultato | P | V | V | V | P | N | V | P | V | P  | P  | V  | P  | P  | V  | P  | N  | V  | P  | V  | P  | V  |
| Posizione | 9 | 7 | 4 | 3 | 5 | 6 | 4 | 4 | 3 | 4  | 7  | 4  | 6  | 6  | 6  | 6  | 6  | 5  | 7  | 5  | 5  | 5  |

Legenda:

Luogo: C = Casa; T = Trasferta. Risultato: V = Vittoria; N = Pareggio; P = Sconfitta.

### Statistiche delle giocatrici
| Giocatore     | Frauen-Bundesliga | Frauen-Bundesliga | Frauen-Bundesliga | Frauen-Bundesliga | DFB-Pokal der Frauen | DFB-Pokal der Frauen | DFB-Pokal der Frauen | DFB-Pokal der Frauen | Totale   | Totale | Totale      | Totale     |
| Giocatore     | Presenze          | Reti              | Ammonizioni       | Espulsioni        | Presenze             | Reti                 | Ammonizioni          | Espulsioni           | Presenze | Reti   | Ammonizioni | Espulsioni |
| ------------- | ----------------- | ----------------- | ----------------- | ----------------- | -------------------- | -------------------- | -------------------- | -------------------- | -------- | ------ | ----------- | ---------- |
| K. Andō       | 15                | 2                 | 0                 | 0                 | 1                    | 1                    | 0                    | 0                    | 16       | 3      | 0           | 0          |
| N. Brüggemann | 21                | 3                 | 1                 | 0                 | 2                    | 1                    | 0                    | 0                    | 23       | 4      | 1           | 0          |
| L. Dallmann   | 22                | 1                 | 4                 | 0                 | 2                    | 0                    | 0                    | 0                    | 24       | 1      | 4           | 0          |
| S. Doorsoun   | 22                | 3                 | 4                 | 0                 | 2                    | 2                    | 0                    | 0                    | 24       | 5      | 4           | 0          |
| J. Feldkamp   | 17                | 1                 | 3                 | 0                 | 0                    | 0                    | 0                    | 0                    | 17       | 1      | 3           | 0          |
| S. Freutel    | 16                | 0                 | 1                 | 0                 | 2                    | 1                    | 0                    | 0                    | 18       | 1      | 1           | 0          |
| M. Gidion     | 16                | 3                 | 0                 | 0                 | 2                    | 0                    | 0                    | 0                    | 18       | 3      | 0           | 0          |
| C. Hartmann   | 21                | 11                | 3                 | 1                 | 2                    | 4                    | 0                    | 0                    | 23       | 15     | 3           | 1          |
| I. Hochstein  | 9                 | 1                 | 1                 | 0                 | 1                    | 0                    | 0                    | 0                    | 10       | 1      | 1           | 0          |
| I. Ioannidou  | 18                | 1                 | 0                 | 0                 | 2                    | 0                    | 0                    | 0                    | 20       | 1      | 0           | 0          |
| J. Klasen     | 22                | 1                 | 0                 | 0                 | 2                    | 0                    | 1                    | 0                    | 24       | 1      | 1           | 0          |
| I. Lehmann    | 13                | 1                 | 3                 | 0                 | 2                    | 0                    | 0                    | 0                    | 15       | 1      | 3           | 0          |
| V. Martini    | 16                | 0                 | 4                 | 0                 | 1                    | 0                    | 0                    | 0                    | 17       | 0      | 4           | 0          |
| J. Meißner    | 5                 | 0                 | 0                 | 0                 | 0                    | 0                    | 0                    | 0                    | 5        | 0      | 0           | 0          |
| K. Nesse      | 13                | 1                 | 0                 | 0                 | 2                    | 0                    | 0                    | 0                    | 15       | 1      | 0           | 0          |
| L. Ostermeier | 6                 | 0                 | 1                 | 0                 | 1                    | 0                    | 0                    | 0                    | 7        | 0      | 1           | 0          |
| L. Pauels     | 0                 | 0                 | 0                 | 0                 | -                    | -                    | -                    | -                    | 0        | 0      | 0           | 0          |
| H. Sahlmann   | 2                 | 0                 | 0                 | 0                 | -                    | -                    | -                    | -                    | 2        | 0      | 0           | 0          |
| L. Schüller   | 22                | 8                 | 0                 | 0                 | 2                    | 1                    | 0                    | 0                    | 24       | 9      | 0           | 0          |
| J. Strüngmann | 0                 | 0                 | 0                 | 0                 | 0                    | 0                    | 0                    | 0                    | 0        | 0      | 0           | 0          |
| L. Weiß       | 22                | -37               | 0                 | 0                 | 2                    | -2                   | 0                    | 0                    | 24       | -39    | 0           | 0          |
| F. Wenzel     | 0                 | 0                 | 0                 | 0                 | -                    | -                    | -                    | -                    | 0        | 0      | 0           | 0          |